# José Ángel Uribarrena
José Ángel Uribarrena Díez (Portugalete, 8 gennaio 1969) è un ex calciatore spagnolo, di ruolo attaccante.

## Carriera
Cresce calcisticamente con l'Athletic Bilbao, società con cui esordisce con la squadra riserve nella stagione 1986-1987.
Dopo tre anni esordisce con la prima squadra, con cui debutta nella Primera División spagnola il 29 ottobre 1989 in Athletic-Malaga 3-0.
Dal 1991 al 1993 viene mandato in prestito al Logroñés, per ritornare nel 1993-94 all'Athletic, dove però resta una sola stagione, al termine della quale
si trasferisce al Celta Vigo. Seguono due stagioni all'Almeria, per terminare la carriera all'Aurrerá Vitoria nel 2000.